# Alexandre de Licópolis
Alexandre de Licópolis foi o autor de um breve tratado, de vinte e seis capítulos, contra os maniqueístas. Ele afirma, no segundo capítulo, que derivou seu conhecimento sobre os ensinamentos de Mani "Apo Ton Gnorimon" (do amigo dele).
A obra é uma espécie de procedimento analítico em grego à serviço da teologia cristã, "um calmo, mas vigoroso protesto de um intelecto científico contra o vago dogmatismo das teosofias orientais."
Fócio (Contra Manichaeos, i, 11) diz que ele era o bispo de Licópolis (na Tebaida egípcia), mas Otto Bardenhewer (Patrologie, 234) opina que ele seria um pagão e um platonista.